# Perfezionismo
Il perfezionismo è un tratto di personalità, genericamente inteso come la tendenza a rifiutare qualsiasi imperfezione.
La definizione di perfezionismo tende a sfumare nel concetto filosofico di perfettismo, considerato nel suo significato di valore morale, come la persistenza della volontà di ottenere la qualità ottimale possibile della vita spirituale, mentale, fisico e materiale. In questo senso il perfettista non crede che si possa raggiungere una perfetta vita ma che la perseveranza di pratiche perfettiste possa arrivare a fargli conseguire la migliore vita possibile.
In psicologia il perfezionismo è visto spesso come un sintomo del disturbo ossessivo-compulsivo di personalità. In questo senso esso può essere più specificatamente attribuito a coloro «i cui standard di comportamento risultano irragionevoli e ben al di sopra delle proprie possibilità» e «che si affannano incessantemente e in modo ossessivo per conseguire degli obiettivi impossibili». In tempi recenti si sono avanzate teorie che vedono all'origine del perfezionismo patologico un insieme di fattori determinanti il disturbo psichico.

## Il perfezionismo secondo Hewitt e Flett
Due psicologi canadesi, Paul Hewitt e Gordon Flett, hanno distinto un perfezionismo autodiretto, uno eterodiretto e uno socialmente imposto come risultante da un complesso di elementi di diversa natura.

### Perfezionismo autodiretto
Questo tipo di perfezionismo nasce dalla volontà del singolo che si impone una qualità di comportamenti impossibili da realizzare, accompagnati da un'estrema severità verso se stessi e dall'incapacità di accettare i propri errori. Dal fallimento di questo perfezionismo conseguono frustrazione e depressione.

### Perfezionismo eterodiretto
In questo caso il perfezionista impone ad altri se stesso come modello di perfezione. Non delega il conseguimento di certi obiettivi ad altri perché li reputa incapaci di raggiungere risultati massimi. Ne conseguono aggressività e incapacità di relazione con gli altri.

### Perfezionismo socialmente imposto
Il perfezionista accusa a torto la società di volergli imporre standard così elevati che è impossibile raggiungerli. Il perfezionismo in questo caso nascerebbe da una pretesa esterna impossibile da soddisfare, con la conseguenza di considerare nemica la società da cui si tende ad isolarsi.
Il perfezionismo socialmente imposto è inoltre spesso associato con professioni ad alto tasso di specializzazione e che hanno standard sociali e culturali molto elevati, come quelli nell'ambito medico, giuridico e specialistico, nonché nella ricerca.
Nel 1991, Hewitt e Flett hanno elaborato una scala (chiamata PSPS, Perfectionistic Self-Presentation Scale) che valuta tre modi di presentarsi del perfezionista: evidenziare il proprio perfezionismo, evitare le situazioni in cui si potrebbe apparire imperfetti, non rivelare le situazioni in cui si è stati imperfetti.

## Il perfezionismo secondo Frost
Secondo la scuola di Randy Frost è possibile individuare sei fattori causanti il perfezionismo:
- paura irragionevole di commettere errori per non essere mal giudicati e considerati falliti;
- imporsi standard personali troppo elevati,come nel caso del perfezionismo autodiretto;
- insicurezza di sé e continua, ossessiva verifica dei propri comportamenti nel timore che siano errati;
- eccessiva ricerca dell'organizzazione e di un sistema ordinato nella programmazione di un'azione, che alla fine comporta il trascurare e fallire il risultato che si voleva raggiungere;
- eccessive aspettative e pretese da parte dei genitori generano il perfezionismo dei figli, che li accusano di pressioni insostenibili;
- critiche genitoriali derivate dal caso precedente possono condurre al perfezionismo patologico.

## Aspetti positivi
(Johann Gottlieb Fichte)
Il perfezionismo non patologico è da valutare positivamente quando si presenta come motivazione alla realizzazione di grandi progetti e al non scoraggiarsi di fronte agli ostacoli.
Wendy C. Roedell sostiene che «nella sua forma positiva, il perfezionismo può fornire l'energia motrice che porta a maggiori prestazioni. La meticolosa attenzione ai dettagli richiesti per la ricerca scientifica, lo zelo che spinge i compositori a lavorare instancabilmente... e la tenacia dei pittori... per far sì che al loro lavoro esattamente corrisponda il loro scopo, tutto questo è il risultato di perfezionismo.»

## Terapia per il perfezionismo patologico
Per il trattamento del perfezionismo patologico vengono utilizzate tecniche di orientamento cognitivo comportamentale.